# Robert Jones (VC)
Robert Jones (VC), (Penrhos, nabij Clytha, Raglan en Abergavenny in Monmouthshire, 19 augustus 1857 - Peterchurch, Herefordshire, 6 september 1898), was een gedecoreerde uit Wales die het Victoria Cross verkreeg, de hoogste en meest prestigieuze onderscheiding voor dapperheid en moed in het zicht van de vijand, die kan worden toegekend aan de Britse- en Commonwealth (Gemenebest) strijdmachten.

## Militaire successen
Robert Jones was 21 jaar toen hij dienst nam in het 2e Bataljon, 716 B Company 24e Regiment of Foot (later de Zuid-Wales Borderers), in het Britse leger tijdens de Zoeloe-oorlogen. Voor hun rol binnen het ziekenhuis te Rorke's Drift, tijdens de Slag bij Rorke's Drift op 22/23 januari 1879, werden hij en soldaat William Jones elk bekroond met het VC door Sir Garnet Wolseley in Utrecht, Transvaal, Zuid-Afrika.
De soldaten Robert en William Jones werden op gevechtspost gezet in het ziekenzaaltje van het ziekenhuis, die nabij de heuvel, de Oscarberg gelegen was. Vandaaruit stormden ong. 600 Zoeloes op het hospitaal af. Ze handhaafden een voortdurende strijd tegen de binnenkomende Zoeloekrijgers en tegen het vuur, dat vanop het rieten dak begon te branden. Terwijl de ene, soldaat Alfred Henry Hook, een gat in de lemen muur boorde met zijn bajonet, schoot de anderen, waaronder soldaat Frederick Hitch, William Jones en Robert Jones de aanvallers neer. Gebruikmakend van zijn eigen geweer en dat van zijn kameraden werd er afwisselend geschoten en van positie veranderd. Er werd onophoudelijk geschoten en gevochten terwijl het rieten dak begon te branden en iedereen geëvacueerd moest worden naar de naburige vertrekken door het eigengemaakte gat in de lemen muur. Door hun verenigde inspanningen werden zes van de zeven patiënten gered, door hen door het gemaakte muurgat te loodsen. De zevende was sergeant Maxfield, die weigerde om meteen geholpen te worden. Toen Robert Jones terug naar de sergeant wilde terugkeren, door middel van geweld, vond hij hem in zijn bed, doodgestoken door de Zoeloes.
Robert Jones zelf werd viermaal verwond door assegaaien, werd tevens nog eens getroffen door een Zoeloekogel en had lichte brandwonden opgelopen.

## Zijn latere leven
Na het ontslag uit het Britse leger, waar hij na Rorke's Drift in het Reserve leger diende, vestigde Robert Jones zich in Herefordshire waar hij werkte op een boerderij. Hij trouwde met een lokaal meisje, Elizabeth Hopkins in 1885 en kregen samen 5 kinderen; Robert Jones jr., Edith-Emily East (geboren Jones), Alice Smith (geboren Jones), Lilly Rose Griffith (geboren Jones) en Ellen Kelly (geboren Jones), genaamd Nellie door de familie.
In de zomer van 1898 klaagde hij over hoofdpijnen. Op 6 september 1898 werd hij dodelijk gewond met een jachtgeweer (!)...
Robert Jones overleed in Peterchurch in Herefordshire en naar het schijnt  door eigen toegebrachte schotwonden in 1898. Hij was niet ouder dan 41 jaar. Hij had van zijn werkgever een jachtgeweer geleend om op kraaien te gaan schieten. Robert Jones sprak meermaals over zelfmoord, terwijl het liet uitschijnen dat hij krankzinnig werd. De lijkschouwer had gehoord dat hij werd geplaagd door terugkerende nachtmerries na zijn wanhopige lijf-aan-lijfgevechten met de Zoeloes. Zijn weduwe Elizabeth hertrouwde later opnieuw.
Zijn lichaam werd bijgezet op het Peterschurch kerkhof met een grafsteen die op een andere manier gemaakt werd, als alle andere grafstenen. Het zicht van zijn graf ligt tegenovergesteld als dat van de andere graven omdat men dacht dat hij zelfmoord had gepleegd. Er werd dan ook toen rekening mee gehouden, zijn graf over de tuinmuur te plaatsen, in plaats van hem te begraven doorheen de poort van de begraafplaats als een normale overledene. (NB. Zijn familie waren tegen het vonnis op basis van de zelfmoord, dat het wapen vanzelf afging en het een dodelijk ongeluk bleek te zijn. Ze hoopten hiermee de gerechtelijke uitspraak terug te draaien om aldus Robert Jones een waardiger rustplaats te bezorgen.)

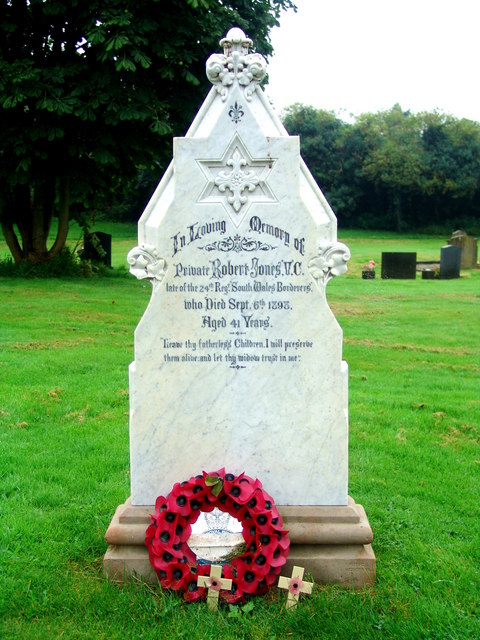
Het graf van Robert Jones.

In 1998 is een landelijk dagblad met een campagne begonnen om opnieuw de zaak te onderzoeken, maar dit is nog niet gebeurd.
Zijn Victoria Cross is nu in het bezit van Lord Ashcroft vanaf 1996 en aangekocht van de familie Jones voor 80.000 Pond. Lord Ashcroft verhinderde dat het in bezit kwam van het regimentale museum.

## Waarom werd hij onderscheiden met het VC?
Samen met soldaat William Jones bezette hij een van de ziekenafdelingen van het ziekenhuis en van de zes van de zevenendertig patiënten die als laatsten geëvacueerd werden, was één man die krankzinnig was door de koorts, sergeant Maxfield. Deze weigerde om onmiddellijk geëvacueerd te worden. Toen Robert Jones terugkeerde, met vrees voor eigen leven, vond hij de sergeant doodgestoken door de Zoeloes in zijn bed. Hierbij werd Robert Jones viermaal verwond door Zoeloesperen en door een kogel. Tevens werd hij hierdoor licht verbrand door het vuur. Hij redde mede de achtergebleven patiënten via de ladders naar de beschermende perimeter.